# Басс (музей)
Басс, Музей мистецтва Басс (The Bass; The Bass Museum of Art) — це музей переважно сучасного мистецтва, що розташовано у Маямі-Біч (Флорида, США). Музей мистецтва Басса було засновано у 1963 році та відкрито у 1964 році.

## Історія
Джон Басс (1891 — 1978) та Йоганна Редліх (нар. 21 лютого 1921 року) австрійські євреї з Відня, що мешкали у Маямі-Біч. Джон Басс був президентом пуерто-риканського "Фажардо Шугар компані", а також журналістом-любителем, художником (живопис й гравюра) та композитором. Басс зібрав образотворче мистецтво, культурні артефакти та значну колекцію рукописів, що зараз перебуває у архівах Карнегі-Хол. У 1963 році подружжя передало колекцію з понад 500 робіт, серед яких картини, текстиль та скульптури старих майстрів місту Маямі-Біч, з умовою, що Музей мистецтв Басс буде назавжди відкритим для громадськості. Музей відкрився 7 квітня 1964 року. Джон Басс керував музеєм від його заснування до його смерті у 1978 році.
У 2001 році музей було реконструйовано. У 2013 році музей Басса отримав 7,5 мільйонів доларів від міста Маямі-Біч на що його було реконструйовано у 2015-2017 роках.
Як музей курортного міста з численними туристами музей розміщує численні мандрівні виставки.

## Колекція
Постійна колекція музею включає європейський живопис та скульптуру з 15 сторіччя до сьогодні; Текстиль, гобелени та церковні шати та артефакти VII-XX сторіч; північноамериканське, латиноамериканське, азійське та карибське мистецтво ХХ-ХХІ сторіч; фотографії, відбитки та малюнки; і сучасна та сучасна архітектура та дизайн з акцентом на до- та післявоєнну історію дизайну Маямі-Біч. Галерея "Відкрите сховище" присвячена експозиціям постійної колекції музею, де представлена низка обертових проєктів митців, що представляють твори в діалозі з колекцією. 

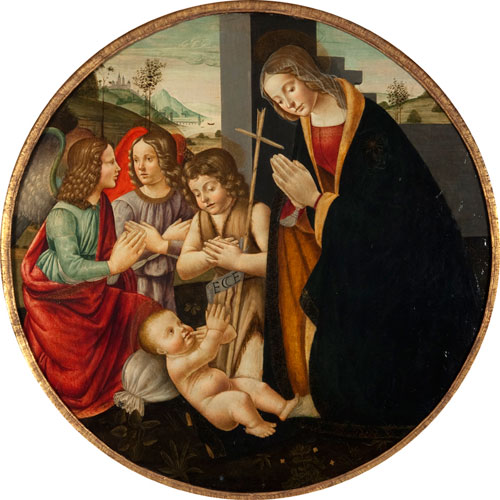
Мадонна, що обожнює Дитину-Христа з ангелами та немовлям святим Іваном Хрестителем, віднесена до майстерні Доменіко Гірландайо - приблизно 1485-1490
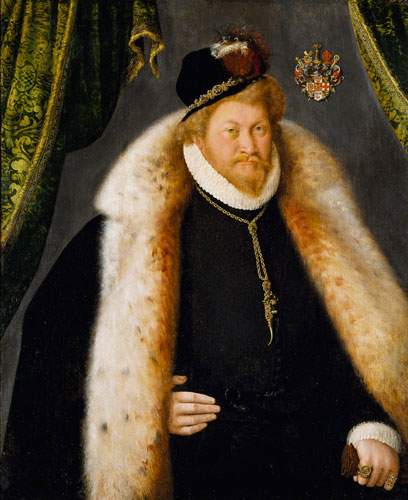
Герцог Генріх Саксонський-Лауенбурзький (1530-1585), Бременський архієпископ — невідомий німецький художник — між 1580 й 1585
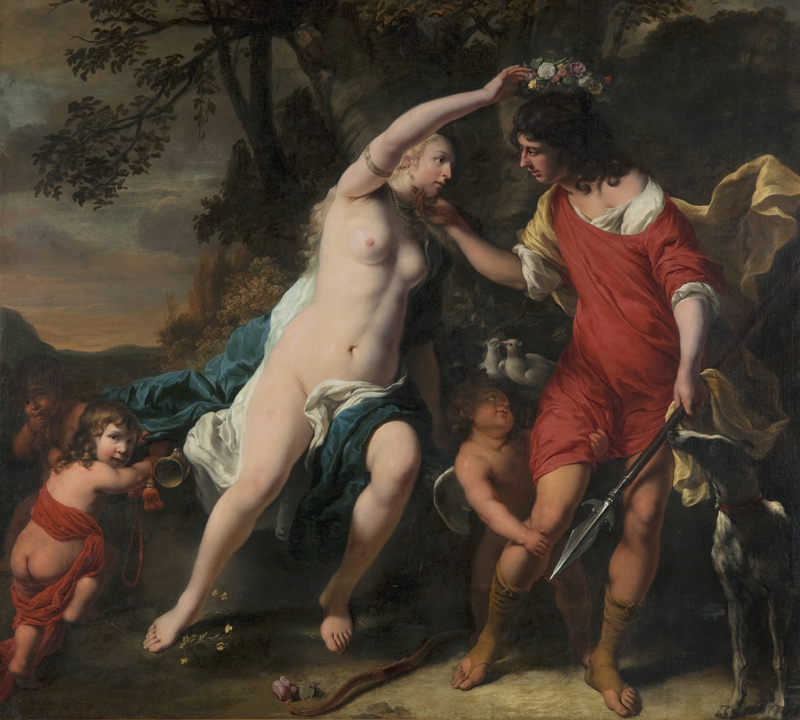
Венера й Адоній - Фердинанд Боль — 1661
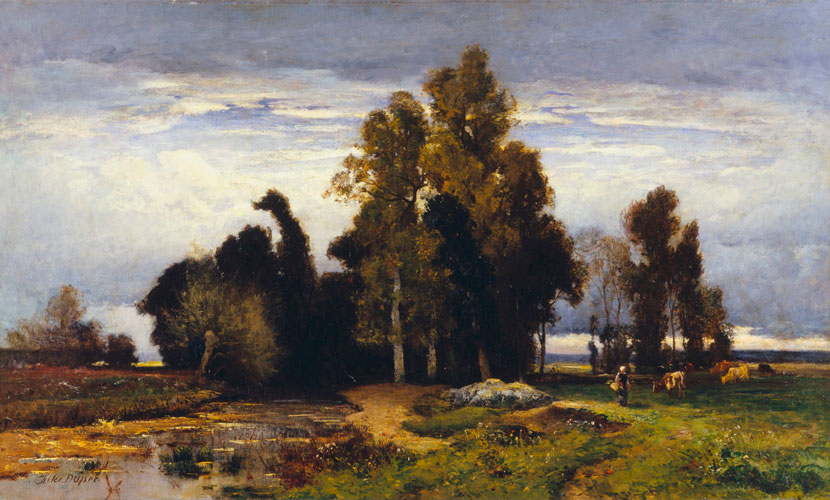
Барбізонський краєвид — Жуль Дюпре — 19 сторіччя
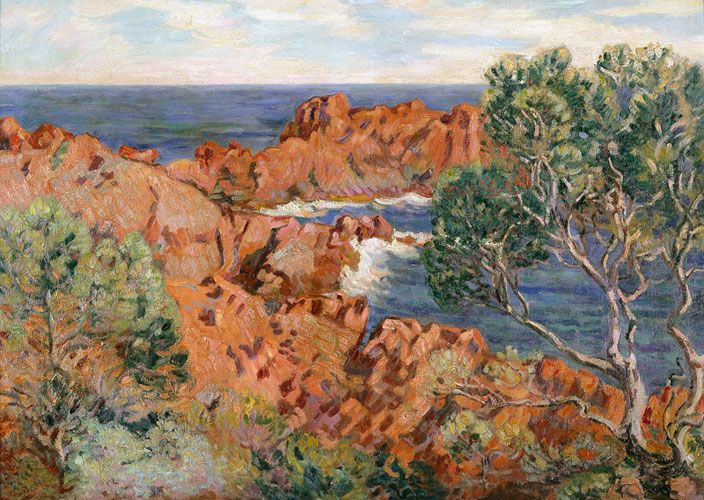
Аге - Жан-Батист Арман Гійомен — 1901

У вересні 2016 року Басс розпочав десятирічне починання, щодо розширення фондів музею міжнародним сучасним мистецтвом для постійної колекції. Двома вступними придбаннями стали: Маямі маунтен Уго Рондіноне (2016) та Вічність зараз, Сільві Флюрі (2015). У серпні 2017 року Басс придбав скам’янілий бензиновий насос Allora & Calzadilla (Pemex II), 2011.